# Satellogic
Satellogic est une entreprise argentine spécialisée dans l'observation de la terre par satellite, fondée par Emiliano Kargieman en 2010.
Satellogic est la première entreprise argentine à avoir réalisé des nanosatellites. Elle met en place actuellement une constellation appelée Aleph-1 qui sera composée dans un premier temps de 25 satellites "ÑuSat".

## Historique
Fondé en 2010, le siège de Satellogic est situé à Buenos Aires en Argentine. La start-up compte en 2018 environ 90 employés et dispose également de bureaux à travers le monde : Montevideo en Uruguay où sont produits les satellites "ÑuSat", Tel Aviv, San Francisco et Barcelone.
Satellogic est la première entreprise argentine à avoir réalisé des nanosatellites : CubeBug-1 aussi connu sous l'appellation Capitán Beto et CubeBug-2 Manolito2. Ces deux petits satellites lancés respectivement en avril et en novembre 2013 ont servi de précurseur pour un autre prototype, BugSat 1 également connu sous le nom de Tita.
BugSat 1 est lancé en juin 2014, dans le but de préparer la série des satellites "ÑuSat".
Grâce à l'expérience accumulée, Satellogic a pu commencer le déploiement de sa constellation Aleph-1 sur la base de "ÑuSat", à partir de 2016.
Après une première levée de fonds en 2015 (série A), une seconde levée de fonds, de 27 millions de dollars, a été réalisée en 2017 (série B).

## La constellation Aleph-1

### Principes généraux
La constellation vise à fournir des images (panchromatique ou en couleur) et des vidéos.
L'objectif est de disposer dans un premier temps d'une constellation de 25 satellites, pour obtenir une revisite d'1,2 h. Des projets futurs envisagent des constellations avec 100 voire 300 satellites en orbites afin de tendre vers une revisite respectivement de 15 min et de 5 min.
Pour optimiser la revisite, les satellites ne sont pas sur la même inclinaison. Ainsi, le ÑuSat 3 est positionné sur un plan orbital à 43° d'inclinaison contrairement aux précédents qui sont sur une orbite héliosynchrone, à environ 97.5° d'inclinaison.

### Les satellites ÑuSat
Les satellites ÑuSat fournissent des images et des vidéos :
- en panchromatique et en couleur dans le domaine visible et proche-infrarouge avec une résolution spatiale de 1 m et une fauchée de 5 km,
- en hyperspectral dans le domaine visible et proche-infrarouge avec jusqu'à 600 bandes spectrales pour une résolution spectrale de 5 nm, une résolution spatiale de 30 m et une fauchée de 150 km,
- dans le domaine de l'infrarouge thermique avec une résolution de 90 m et une fauchée de 92 km.

Dans le champ hyperspectral, Satellogic est désormais la seule entreprise commerciale dans le monde à fournir ce type de produit depuis la désactivation d'Earth Observing-1 de la NASA en 2017.
En outre, les satellites disposent d'un transpondeur linéaire U/V, appelé LUSEX, fourni par AMSAT Argentine afin d'offrir des services pour la communauté des radioamateurs.
Chaque satellite se voit attribuer un surnom.

### Lancements
Liste mise à jour le 26 juin 2018
| Satellite           | Surnom                                                                  | Date                                           | Lanceur          | Site de lancement | Statut du lancement | Identifiant COSPAR |
| ------------------- | ----------------------------------------------------------------------- | ---------------------------------------------- | ---------------- | ----------------- | ------------------- | ------------------ |
| ÑuSat 1 (Aleph-1 1) | Fresco (référence à un dessert argentin typique "Fresco (en) y Batata") | 30 mai 2016                                    | Longue Marche 4B | Taiyuan           | Succès              | 2016-033B          |
| ÑuSat 2 (Aleph-1 2) | Batata (référence à un dessert argentin typique "Fresco y Batata")      | 30 mai 2016                                    | Longue Marche 4B | Taiyuan           | Succès              | 2016-033C          |
| ÑuSat 3 (Aleph-1 3) | Milanesat (référence au plat Milanesa)                                  | 15 juin 2017                                   | Longue Marche 4B | Jiuquan           | Succès              | 2017-034C          |
| ÑuSat 4 (Aleph-1 X) | Ada (référence à Ada Lovelace)                                          | 2 février 2018                                 | Longue Marche 2D | Jiuquan           | Succès              | 2018-015D          |
| ÑuSat 5 (Aleph-1 5) | Maryam (référence à Maryam Mirzakhani)                                  | 2 février 2018                                 | Longue Marche 2D | Jiuquan           | Succès              | 2018-015K          |
| ÑuSat 6 (Aleph-1 6) |                                                                         | 2018 (lancement en commun des ÑuSat 6, 7 et 8) | Longue Marche 2D | Jiuquan           |                     |                    |
| ÑuSat 7 (Aleph-1 7) |                                                                         | 2018 (lancement en commun des ÑuSat 6, 7 et 8) | Longue Marche 2D | Jiuquan           |                     |                    |
| ÑuSat 8 (Aleph-1 8) |                                                                         | 2018 (lancement en commun des ÑuSat 6, 7 et 8) | Longue Marche 2D | Jiuquan           |                     |                    |

Treize satellites doivent être mis en orbite le 6 novembre 2020 par une fusée CZ-6.